# Tith Dina
Bản mẫu:Cambodian name
Tith Dina (tiếng Khmer: ទិត្យ ឌីណា sinh ngày 5 tháng 6 năm 1993) là một cầu thủ bóng đá người Campuchia thi đấu cho Visakha ở Giải bóng đá vô địch quốc gia Campuchia và cũng cho Đội tuyển bóng đá quốc gia Campuchia. Anh ra sân một lần duy nhất tại vòng loại World Cup 2014 trước Lào vào ngày 3 tháng 7 năm 2011.

## Thống kê sự nghiệp

### Bàn thắng quốc tế
Ngày 28 tháng 7 năm 2016, anh ghi bàn thắng quyết định trong chiến thắng 2-1 trước Singapore trên Sân vận động Olympic ở Phnom Penh. Ở phút 45+1, anh có mặt ở cuối đường chuyền xuất sắc từ Chan Vathanaka và ghi bàn thắng thứ hai để tạo nên chiến thắng đầu tiên của Campuchia trước Singapore kể từ năm 1972.

#### Đội tuyển quốc gia
Tỉ số và kết quả liệt kê bàn thắng của Campuchia trước.
| #  | Ngày                 | Địa điểm                         | Đối thủ    | Tỉ số | Kết quả | Giải đấu                                       |
| -- | -------------------- | -------------------------------- | ---------- | ----- | ------- | ---------------------------------------------- |
| 1. | 28 tháng 7 năm 2016  | Sân vận động Olympic, Phnôm Pênh | Singapore  | 2–1   | 2–1     | Giao hữu                                       |
| 2. | 21 tháng 10 năm 2016 | Sân vận động Olympic, Phnôm Pênh | Đông Timor | 1–0   | 3–2     | Vòng loại giải vô địch bóng đá Đông Nam Á 2016 |